# Gyldenbørste
Gyldenbørste er Frejs prægtige galt. Den har, som navnet antyder, gyldne børster og er flot og velnæret. Den kan løbe over vand og gennem luften og bruges som ridedyr. Galten har den egenskab, at uanset hvor den befinder sig, kan den oplyse verden, som var det dag.
Gyldenbørste er fremstillet ved dværgetrolddom af dværgene Brokk og Sindre i forbindelse med Lokes væddemål med dværgene.
| Nordisk mytologi | Spire Denne artikel om nordisk religion og mytologi er en spire som bør udbygges. Du er velkommen til at hjælpe Wikipedia ved at udvide den. |